# Hans Ruckstuhl (Politiker)

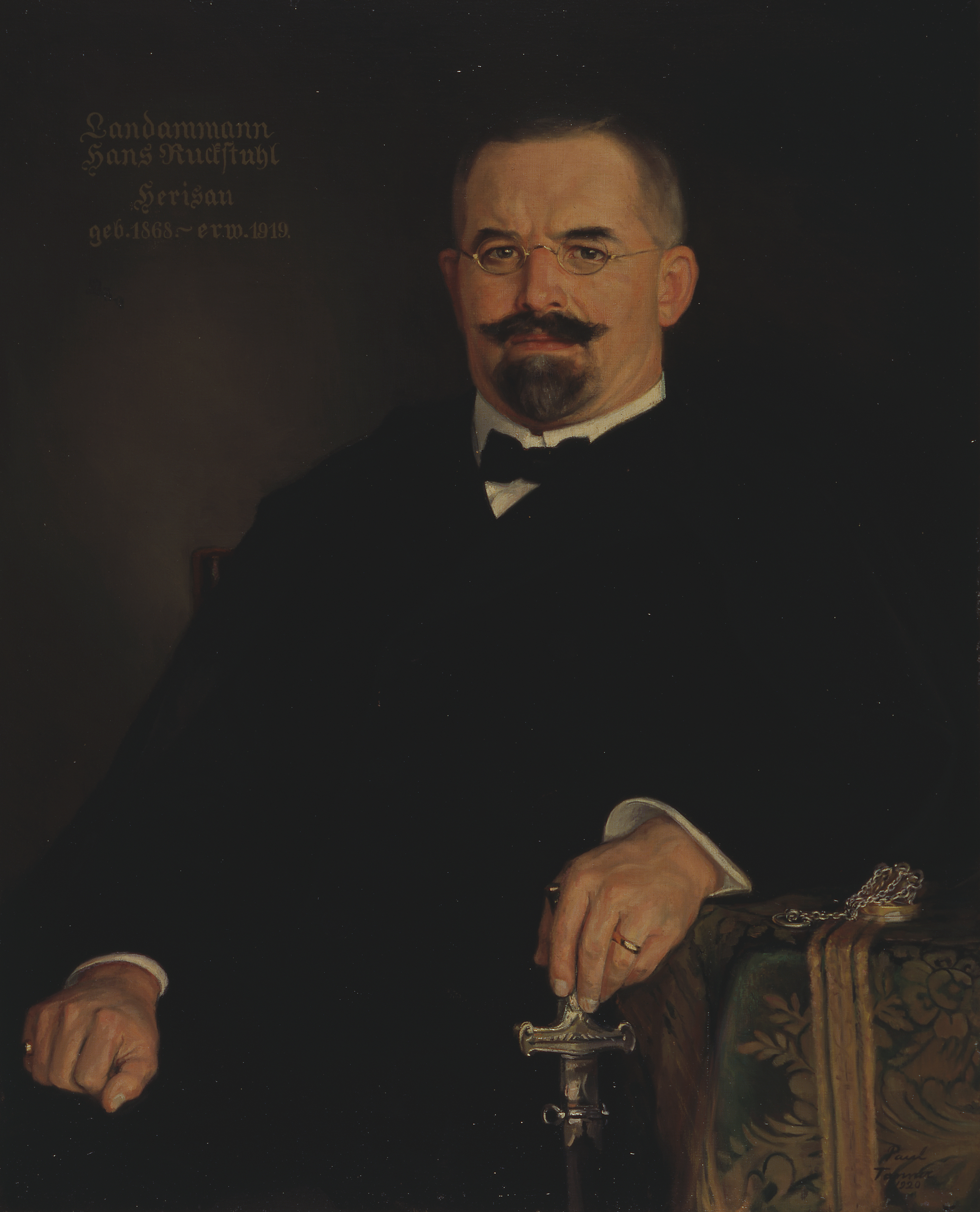
Hans Ruckstuhl (1920)

Hans Ruckstuhl (* 5. September 1868 in St. Gallen; † 2. Januar 1948 in Herisau; heimatberechtigt in Neukirch an der Thur, ab 1919 in Herisau) war ein Schweizer Schriftsetzer, Gemeindepräsident, Kantonsrat und Regierungsrat aus dem Kanton Appenzell Ausserrhoden.

## Leben
Hans Ruckstuhl war ein Sohn von Matthias Ruckstuhl, Drechslermeister, und Anna Steiger. Im Jahr 1891 heiratete er Frieda Zuberbühler, Weissnäherin, Tochter des Johann Jakob Zuberbühler, Schreinermeister.
Er absolvierte eine Lehre als Schriftsetzer. Von 1897 bis 1912 war er Kreiskommandant und Sekretär der kantonalen Militärdirektion.
Ab 1907 bis 1919 amtierte er als freisinniger Gemeinderat in Herisau. Ab 1912 stand er diesem als Gemeindehauptmann vor. Von 1909 bis 1919 gehörte er dem Ausserrhoder Kantonsrat an und präsidierte ihn ab 1916 bis 1919. Von 1919 bis 1921 hatte er das Amt des Regierungsrats inne. In dieser Funktion leitete er die Finanz- und Steuerdirektion und amtierte als Landammann. Er wurde 1921 wegen seines Einsatzes für eine umfassende Steuerreform abgewählt.
Von 1911 bis 1948 sass er im Verwaltungsrat der Bodensee-Toggenburg-Bahn und war ab 1914 auch Direktionsmitglied. Ab 1916 bis 1941 amtierte er als Verwaltungsratspräsident der Aktiengesellschaft (AG) Textil Herisau und sanierte sie. Ab 1917 bis 1947 war er Verwaltungsratspräsident der Appenzellerbahn. Er fungierte als Mitgründer und ab 1919 als Verwaltungsratsdelegierter der Banque Suisse et Roumanie in Bukarest. Er gehörte der Studienkommission Ostalpenbahn und dem Nordostschweizerischen Verband für Schifffahrt Rhein-Bodensee an.
Ruckstuhl verfasste Kommentare und Leitartikel für 13 Zeitungen und engagierte sich in verschiedenen Funktionen auf kantonaler und eidgenössischer Ebene für das Schützenwesen sowie im Rahmen der gemeinnützigen Gesellschaft. Er trug Initiativen im Spitalbereich mit und setzte sich für die Schaffung einer Alters- und Hinterlassenenversicherung (AHV) ein. Ab 1914 war er Mitglied der Freimaurerloge Concordia St. Gallen. Als Oberst führte er während des Landesstreiks 1918 das Ordnungskommando in Winterthur und im Zürcher Oberland.